# Georges Gilles de la Tourette
Georges Albert Édouard Brutus Gilles de la Tourette (30 de octubre de 1857 en Saint-Gervais-les-Trois-Clochers, cerca de Poitiers, Francia - 22 de mayo de 1904 en Lausana, Suiza) fue un neurólogo francés. Es el epónimo del síndrome de Tourette, un trastorno neurológico.

## Biografía
En 1873, a la edad de 16 años, Tourette comenzó sus estudios médicos en Poitiers. Más tarde se mudó a París donde se convirtió en estudiante, amanuense y médico doméstico de su mentor, el influyente neurólogo contemporáneo Jean-Martin Charcot, director del Hospital de Salpêtrière. Charcot también lo ayudó a ascender en su carrera académica. Tourette estudió y dio clases de psicoterapia, histeria y ramificaciones médicas y legales del mesmerismo (actual hipnosis).
En 1884 Tourette describió en nueve pacientes los síntomas del síndrome de Tourette, para el que utilizó el nombre de "maladie des tics" (enfermedad de los tics). Charcot renombraría el síndrome como "enfermedad de Gilles de la Tourette" en su honor.
En 1893 (o 1896) una antigua paciente disparó a Tourette en el cuello, afirmando que la había hipnotizado en contra de su voluntad; aun así, sobrevivió al ataque. Su mentor, Charcot, había muerto hacía poco, y su hijo joven había muerto recientemente, también de manera trágica. Tras todos estos acontecimientos Tourette empezó a tener cambios bruscos de humor, que oscilaban de la depresión a la hipomanía. No obstante, siguió organizando conferencias públicas en las que hablaba de alfabetización, mesmerismo y teatro.
Tourette publicó un artículo sobre la histeria en el Ejército alemán, que irritó a Otto von Bismarck[cita requerida], y otro artículo sobre las condiciones antihigiénicas en los hospitales flotantes del río Támesis. Analizó, con Gabriel Legue, el relato de la abadesa Jeanne des Anges sobre su histeria, que supuestamente estaba basada en su amor no correspondido por el sacerdote Urbain Grandier, que sería quemado más tarde por brujería.
Alrededor de 1902, la enfermedad de Tourette empeoró y se le expulsó de su puesto.
Gilles de la Tourette murió el 22 de mayo de 1904 en un hospital psiquiátrico de Lausana, Suiza.

## Algunos escritos de Gilles de la Tourette
- L'hypnotisme et les états analogues au point de vue médico-légal (Paris, 1887; 2,ª edición Parós 1889)
- Traité clinique et thérapeutique de l’hystérie d’après l’enseignement de la Salpêtrière (Parós 1891)
- Les actualités médicales, les états neurasthéniques (Parós 1898)
- Leçons de clinique thérapeutique sur les maladies du système nerveux (Parós 1898)
- Les actualités médicales. Formes cliniques et traitement des myélites syphilitiques (Parós 1899)
- La maladie des tics convulsifs (La semaine médicale 1899)